# Chluscina (stacja kolejowa)
Chluscina (biał. Хлюсціна, ros. Хлюстино) – stacja kolejowa w miejscowości Chluscina, w rejonie dubrowieńskim, w obwodzie witebskim, na Białorusi. Leży na linii Moskwa - Mińsk - Brześć.
Od stacji odchodzi bocznica do elektrowni w Arechausku.